# Шемышейский могильник
Шемышейский могильник — один из наиболее ранних протомордовских археологических памятников Верхнего Посурья, датирующийся III–IV вв., был открыт в 1957 г. на южной окраине Шемышейки мокшанского села Чиндясы Шемышейского района Пензенской области. Найден  случайно во время строительных работ. Памятник располагается на первой надпойменной террасе левого  берега р. Уза (левый приток р. Сура) и в значительной степени занят жилыми постройками с. Шемышейка. 

## Датировка
В системе хронологии, основанной на применении статистико-математических методов, Шемышейский могильник датируется концом II – первой половиной IV в. и содержит древние мордовские погребения. Полесских продатировал Шемышейский могильник  II-IV  вв.  и отнес его к селиксенскому типу.

## Описание
Раскопки на этом памятнике проводились М. Р. Полесских в 1971 г.  Материалы раскопок позволили отнести Шемышейский могильник к памятникам селиксенского типа. Всего было вскрыто 19 погребений, в том числе 5 мужских, 8 женских, 1 детское, 5 неопределенных. Антропологические материалы с Шемышейского могильника древней мордвы, полученные в ходе раскопок хранятся в антропологической лаборатории кафедры «Анатомия человека» Медицинского института ПГУ.
Обряд вторичного захоронения, появшийся в III-IV вв. в Посурье в эпоху начала Великого переселения народов, был отмечен в разных могильниках на территории Окско-Сурского междуречья, в частности в погребениях Шемышейского могильника, а также при анализе материалов  В.В. Гришаков там обнаружен обряд обезвреживания. Этот обряд был широко распространен на территории Восточной Европы: в салтово-маяцкой культуре (Дмитриевский, Маяцкий могильники), в могильниках новинковского типа на Самарской Луке. При исследовании Аверинского I могильника родановской культуры Р. Д. Голдина предположила наличие обряда ритуального разрушения. Однако интерпретировать такие захоронения довольно сложно, так как зачастую погребения с одинаковыми признаками авторы называют то вторичными (Полесских М.Р., Халиков А.Х., Краснов Ю.А. идр.), то обезвреженными (Гришаков В.В., Матвеева Г.И.) или вообще применяют другую терминологию (Флеров В.С.).